# Dorfkirche Kalkberge

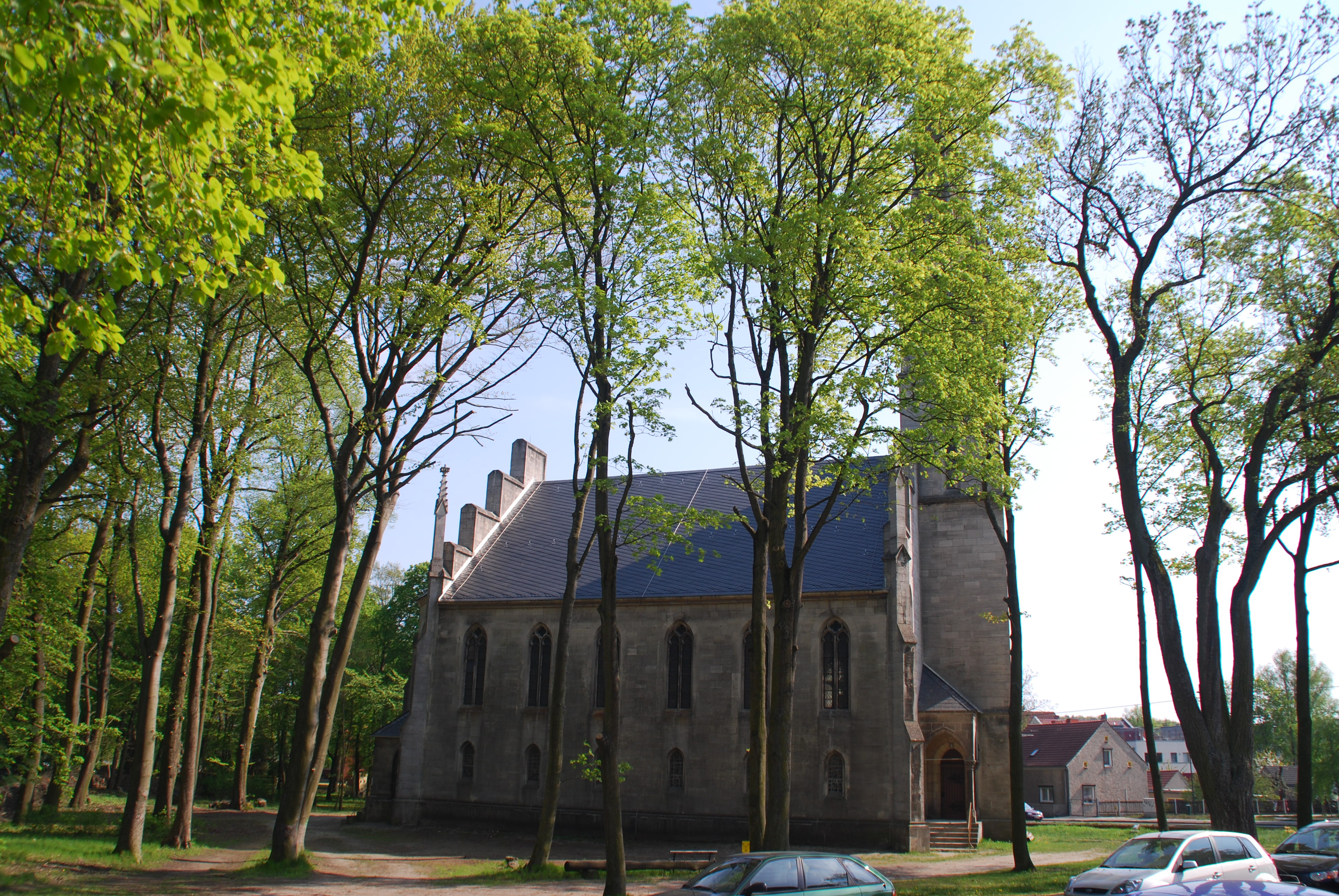
Dorfkirche Kalkberge

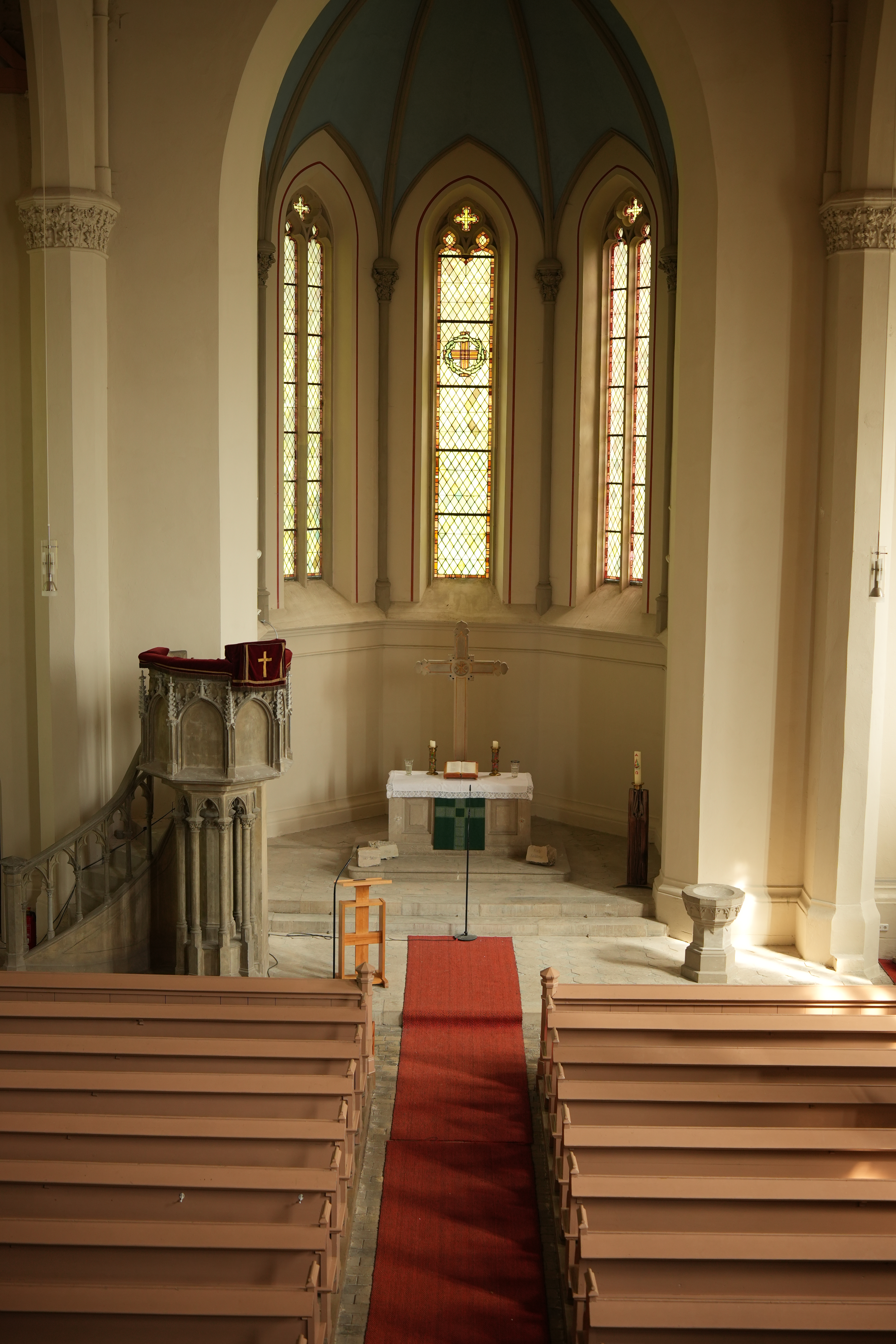
Innenraum der Kirche

Die evangelische, denkmalgeschützte Dorfkirche Kalkberge steht in Rüdersdorf bei Berlin, einer Gemeinde im Landkreis Märkisch-Oderland in Brandenburg. Die Kirchengemeinde gehört zum Kirchenkreis Oderland-Spree der Evangelischen Kirche Berlin-Brandenburg-schlesische Oberlausitz.

## Beschreibung
Die neugotische Hallenkirche wurde 1869–73 nach einem 1859 von Friedrich August Stüler gelieferten Entwurf aus Quadermauerwerk errichtet. Sie besteht aus einem Langhaus, einer polygonalen Apsis im Osten und einem viergeschossigen Kirchturm im Westen. Am Ansatz des hohen spitzen Helms befinden sich Wimperge und Fialen an den Ecken. Zwischen den Staffelgiebeln des Langhauses befindet sich das schiefergedeckte Satteldach.
Im Innenraum trennen spitzbogige Arkaden Mittelschiff und Seitenschiffe. Das Mittelschiff ist mit einer Holzbalkendecke überspannt. Die Kirchenausstattung aus der Erbauungszeit ist fast komplett erhalten.

## Orgel
Die Orgel wurde 1964 von Karl Schuke gebaut. Sie stammt ursprünglich aus der Markuskirche Leverkusen und wurde 2005 umgesetzt. Sie verfügt über 21 Register auf 2 Manualen + Pedal.

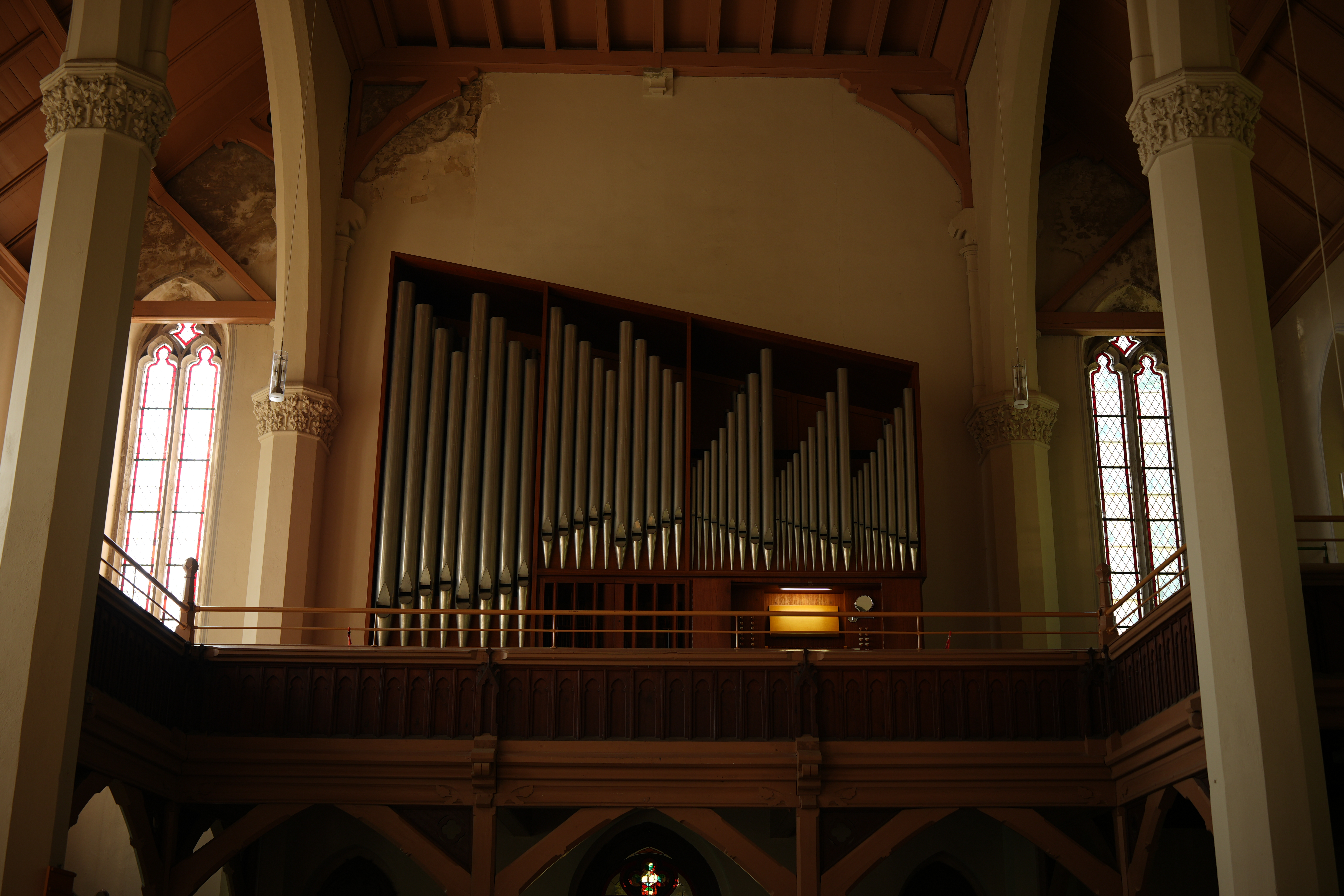
Orgel der Kirche Kalkberge